# Erika Stürmer-Alex
Erika Stürmer-Alex (* 4. Februar 1938 in Wriezen) ist eine deutsche Malerin und Grafikerin, die in den Bereichen Tafelbild, Druckgrafik, Collageplastik, Polyesterplastik, Installation und Wandmalerei künstlerisch tätig ist.

## Leben
Erika Stürmer-Alex studierte von 1958 bis 1963 Malerei, Grafik und Kunst am Bau an der Hochschule für bildende und angewandte Kunst in Berlin-Weißensee, wo zu ihren Lehrern Herbert Behrens-Hangeler und Kurt Robbel gehörten. Ab 1967 war sie Mitglied im Verband Bildender Künstler der DDR, ab 1978 als Leiterin der Sektion Maler/Grafiker des Bezirks Frankfurt/Oder.
Nach Studium und erster freiberuflicher Schaffenstätigkeit arbeitete sie von 1970 bis 1987 als Kursleiterin für Malerei und Grafik am Kulturhaus Rüdersdorf bei Berlin. Ab 1980 setzte sie zudem zahlreiche Aufträge und Ausführungen in der baubezogenen Kunst um.
1982 verlagerte sie ihren Lebensmittelpunkt nach Lietzen, wo sie ein Gehöft erwarb und seit 1983 alljährlich Kurse für Malerei, Grafik und Collage leitet.
Im gleichen Jahr sammelte Erika Stürmer-Alex zusammen mit der Malerin Johanna Görke während einer Feier in Schwedt Unterstützungsunterschriften für den kurz zuvor erschienen „Berliner Appell“, der von dem Wissenschaftler Robert Havemann und dem Pfarrer Rainer Eppelmann verfasst wurde. In diesem Appell ging es um eine dauerhafte Grundlage einer Friedensordnung und nicht um einen Frieden als Abwesenheit von Krieg. Die etwa 80 Unterzeichner traten für eine Politik ein, die nicht lediglich die Vertagung des Krieges im Blick hatte, sondern substantielle Entspannung anstrebte. In dessen Folge wurde sie bei verschiedenen Gremien der Partei und des Künstlerverbandes vorgeladen und ein Verfahren beim Ministerium für Staatssicherheit gegen sie eröffnet. Als Freunde später die DDR verließen, erhielt Erika Stürmer-Alex ein Verbot, eine Porträtserie ausgereister Freunde auszustellen. 1988 arbeitete sie im Rahmen einer Arbeitsgruppe während des X. Kongresses des Verbandes Bildender Künstler der DDR eine Resolution gegen das Verbot der sowjetischen Zeitschrift Sputnik aus.
Nach der Wende war sie 1991 Mitgründerin des Endmoräne-Künstlerinnen aus Brandenburg und Berlin e.V. Seit Mitte 1990er Jahre ist sie Mitglied im GEDOK Brandenburg und im Brandenburgischen Verband Bildender Künstlerinnen & Künstler e. V.
Arbeiten von Erika Stürmer-Alex befinden sich im Besitz der Nationalgalerie (Berlin), des Museums Junge Kunst Frankfurt (Oder), der Brandenburgische Kunstsammlungen Cottbus, der Staatlichen Kunstsammlungen Dresden, der Universitätsgalerie Evansville (Indiana), USA und in vielen privaten Sammlungen.
Ein Filmporträt von Therese Koppe, Im Stillen laut („A Quiet Resistance“), beleuchtet das Leben von Erika Stürmer-Alex und ihrer Partnerin Christine Müller-Stosch.

## Rezeption
„Mit unterschiedlichen Bildtechniken begibt sich Erika Stürmer-Alex permanent in Reibungszonen der Wirklichkeit, um eigene Positionen im Wechsel mit allgemein existenziellen Fragen zu überprüfen, das Prozesshafte des Seins mit individueller Mythologie zu verbinden und dafür eine subjektive Zeichensprache zu entwickeln. Darum setzt sie auf Alltägliches mit verfänglichem Hintersinn, mischt sie Visionäres in die Spielarten des Banalen und zielt, mit allem was sie tut, provozierend ins Zentrum unserer Wahrnehmung“ (Herbert Schirmer)

## Ehrungen und Auszeichnungen
- 1992 Förderpreis des Landes Brandenburg
- 1993 Studienaufenthalt in der Villa Massimo, Rom
- 2001 Stipendium der Stiftung Kulturfonds für das Künstlerhaus Schloss Wiepersdorf
- 2004 Ostbrandenburgischer Kunstpreis der Märkischen Oderzeitung
- 2015 Ehrenpreis des Brandenburger Ministerpräsidenten für ihr Lebenswerk

## Teilnahme an zentralen und wichtigen regionalen Ausstellungen in der DDR
- 1967/1968, 1977/1978 und 1987/1988: Dresden, VI. Deutsche Kunstausstellung und VIII. und X. Kunstausstellung der DDR
- 1969, 1976, 1979 und 1985: Frankfurt/Oder, Bezirkskunstausstellungen
- 1969, 1977 und 1983: Leipzig, Messehaus am Markt („Kunst und Sport“)
- 1976: Karl-Marx-Stadt, Städtische Museen („Jugend und Jugendobjekte im Sozialismus“)
- 1978: Leipzig, Galerie am Sachsenplatz („Collagen, Montagen, Frottagen von Künstlern der DDR“)
- 1982: Berlin, Treptower Park, „Plastik und Blumen“ (Ausstellung)
- 1983: Berlin, Galerie am Prater („Retrospektive 1973–1983“)
- 1986: Magdeburg, Kloster Unser Lieben Frauen („Grafik in den Kämpfen unserer Tage“)